# Lola Müthel
Lola Müthel (9 de marzo de 1919 - 11 de diciembre de 2011) fue una locutora de radio y actriz teatral, cinematográfica y televisiva alemana

## Biografía
Su verdadero nombre era Lola Lütcke, y nació en Darmstadt, Alemania, siendo sus padres la cantante de opereta Marga Reuter y el director Lothar Müthel, por lo cual se crio en el ambiente teatral. Müthel se formó en el Staatlichen Schauspielbühne de Berlín, y fue descubierta en los años 1930 por Gustaf Gründgens, presentándose por vez primera a los 17 años como su pareja en el Deutsches Theater de Berlín. Además de Gründgens, Müthel trabajó con frecuencia con el director teatral Jürgen Fehling. 
Tras la Segunda Guerra Mundial trabajó de nuevo en el Deutsches Theater, y luego en Fráncfort del Meno y en el Schauspielhaus Zürich. Sin embargo, su patria artística fue el teatro de Fráncfort, en donde conoció a su segundo marido, el actor Hans Caninenberg (1913–2008), con quien se casó en 1958. Tras varios años trabajando en gira con Kurt Meisel, a partir de los años 1970 actuó en el Residenztheater de Múnich. Fuertemente comprometida hasta 1984, a partir de entonces trabajó como actriz independiente.
Lola Müthel actuó a lo largo de su carrera en numerosos de los grandes clásicos teatrales, lo cual no impidió que también participara en musicales o en el género del teatro de boulevard. Así, con Johannes Heesters actuó en los años 1950 en una de las primeras producciones musicales representadas en Alemania: Kiss Me, Kate. 
Además de ello, actuó en variadas producciones cinematográficas y televisivas, y trabajó también intensamente en la radio. Así, por ejemplo, actuó en dos producciones basadas en el personaje de ficción Paul Temple, Paul Temple und der Fall Margo (1962, bajo dirección de Eduard Hermann) y Paul Temple und der Fall Genf (1966, dirigida por Otto Düben).
Lola Müthel falleció en Gräfelfing, Alemania, en 2011.

## Filmografía
| - 1938: Spiel im Sommerwind - 1939: Der Polizeifunk meldet - 1940: Achtung! Feind hört mit! - 1941: Der große König - 1943: Ein Mann mit Grundsätzen? - 1944: Ein toller Tag - 1950: Frühlingsromanze - 1955: Eine Frau genügt nicht? - 1955: Hotel Adlon - 1955: Rosen im Herbst - 1959: Der Jugendrichter - 1959: Peterchens Mondfahrt (TV) - 1962: Heute kündigt mir mein Mann - 1963: Antonius und Cleopatra (TV) - 1965: Der Gärtner von Toulouse (TV) - 1965: Der Nebbich (TV) - 1967: Der Alte (TV) - 1968: Vom Teufel geholt (TV) - 1976: Tote Vögel singen nicht (serie TV Derrick) - 1978: Der schöne Alex (serie TV Der Alte) - 1980: De la vida de las marionetas - 1981: Der lebende Leichnam (TV) | - 1982: Sein Doppelgänger (TV) - 1984: Zwei Särge aus Florida (serie TV Der Alte) - 1986: Abschiedsvorstellung (TV) - 1986: Tod auf Eis (serie TV Tatort) - 1988: Tödliche Versöhnung (serie TV Ein Fall für zwei) - 1989: Wie du mir… (TV) - 1991: Wildfeuer - 1992: Die Rachegöttin (TV) - 1992: Der Fall Schimanski (serie Tatort) - 1993: Der rote Vogel (TV) - 1994: Der Absturz (serie Der Alte) - 1995: Das Ende eines Sommers (serie Rosamunde Pilcher) - 1995: Das zweite Geständnis (serie Der Alte) - 1996: Babuschka (TV) - 1997: Herzensangelegenheit (TV) - 1998: Krambambuli (TV) - 1999: Heimlichkeiten (serie Unser Charly) - 1999: Überraschungen (serie Unser Charly) - 1999: Die Königin – Marianne Hoppe (Documental) - 2005: Angst (serie Der Alte) |